# Bahía de Shearwater
Bahía de Shearwater (en inglés: Shearwater Bay) es un cuerpo de agua que se encuentra cerca de Lüderitz, en el país africano de Namibia. La Bahía de Elizabeth está a mitad de camino, y Pomona está cerca del mismo lugar.
En ella existen planes para un puerto que sirva para la exportación de, entre otras cosas, el carbón de la vecina Botsuana. Esto requiere la construcción de un Ferrocarril de  1.600 kilómetros llamado Trans Kalahari.